# کتابخانه اختصاصی کاخ نیاوران
کتابخانه اختصاصی نیاوران یا کتابخانه اختصاصی فرح پهلوی، هم‌جوار با کاخ نیاوران، با مساحت تقریبی ۷۷۰ مترمربع در سال ۱۳۵۵ خ در دو طبقه و یک زیرزمین در ضلع شرقی مجموعه فرهنگی تاریخی نیاوران احداث شده‌است. این ساختمان که طراحی داخلی آن توسط عبدالعزیز فرمانفرمائیان به انجام رسیده‌است، دارای ویژگی‌های متمایزی در نوع معماری و ساختار سازه می‌باشد. ساختار این سازه براساس الگوی رایج معماری مدرن در دهه پنجاه خورشیدی به همراه ترکیب هوشمندانه‌ای از شیشه و حجم‌ها سنگی شکل گرفته‌است. وجود پیانو و لوازم صوتی در این مجموعه حکایت از استفاده فضا به عنوان اتاق موسیقی را می‌نمایاند. آثار هنری نظیر مبلمان‌ها، مجسمه‌ها، تابلوهای نقاشی که در چیدمان اندرونی استفاده شده‌اند موجب شده که فضا بیشتر حالت موزه‌ای به خود بگیرد. آثار حجمی و تابلوهای نقاشی از هنرمندان ایرانی و غیرایرانی شامل پرویز تناولی، مسعود عربشاهی، بهمن محصص، منوچهر یکتایی، محمد مدبر، سزار بالداجینی، دیه‌گو جاکومتی، آرنالدو پومودورو و پیر آرماندو فرناندز فضای داخلی را تزئین نموده‌است.
در طراحی داخل ساختمان، ترکیب برنز و شیشه در سطح زیادی به کار رفته‌است. همچنین ترکیب حجمی بزرگی شامل بیش از ۳۰۰۰ استوانه شفاف، روشنایی سقفی کتابخانه را تأمین می‌کند. در کتابخانه اختصاصی فرح پهلوی بیش از ۲۳۰۰۰ جلد کتاب با ۱۶۰۰۰ عنوان نگهداری می‌شود. این کتاب‌ها مشتمل بر آثار فارسی، تألیف‌های فرهنگی، ادبی، اجتماعی، گزارش‌ها و آمار و آثار خارجی شامل، دائرةالمعارف‌ها، دوره‌های تخصصی هنر، باستان‌شناسی و منابع تمدن و هنر ملل می‌باشد. در این بین، سه گروه کتاب‌های مربوط به تاریخ ایران، ادبیات فرانسه و هنر نقاشی از تعداد بیشتری برخوردار است. چاپ‌های اول تعداد زیادی از سفرنامه‌های مشهور و شناخته شده خارجیان به ایران و آسیا دراین کتابخانه محفوظ است. مجموعه تقریباً کامل انتشارات دانشگاه تهران و بنیاد فرهنگ ایران با صحافی به رنگ آبی سلطنتی، آثار معتبر از نگارگران معروف دنیا به ویژه نقاشان قرن بیستم با چاپ، کاغذ و صحافی اعلا در بین مجموعه به دیده می‌شود. وجود مجموعه‌های بی نقصی از آثار برخی از نویسندگان اهل فرانسه در قرن ۱۸ و ۱۹ میلادی که در زمان زندگی خود آن‌ها به چاپ رسیده‌است، بر ارزش‌های مجموعه افزوده‌است. یکی از خصوصیات منحصربه‌فرد این مکان، که این فضا را از سایر کتابخانه‌های دیگر جدا ساخته و آن را تبدیل به محیط موزه‌ایی نموده‌است، وجود کتاب‌های اهدایی است که از سران کشورها و نویسندگان نامدار به این کتابخانه بخشیده‌اند. از جمله این اشخاص می‌توان به پروین اعتصامی، علی‌نقی وزیری، منوچهر آتشی، جان اف کندی، والت دیزنی، جواهر لعل نهرو، رولف بنی، گریشمن و امضاء تعدادی از افراد سرشناس دیگر اشاره کرد. از جمله دیگر آثار موجود در این کتابخانه می‌توان به مجموعه‌های خطی اشاره کرد از جمله نویسندگان این نسخ می‌توان به میرعلی هروی، احمد نیریزی، وصال شیرازی، زین‌العابدین حسنی، محمد اصفهانی و محمدتقی مشهدی اشاره نمود.
از بخش‌های دیگر کتابخانه مجموعه آثار هنری است که جمعاً شامل ۳۵۰ اثر تابلوهای نقاشی و آثار حجمی را در برمی‌گیرد. از جمله آثار هنرمندانی نظیر پرویز تناولی، جعفر روحبخش، منصوره حسینی، ناصر اویسی، ابوالقاسم سعیدی، محمود فرشچیان، سالوادور دالی، خوان میرو، اندی وارهول و آلن بایاش که نمایان‌گر بخشی از تاریخ هنر معاصر به خصوص جریان‌های نوگرایی هنر ایران در دهه سی و چهل خورشیدی است. کتابخانه اختصاصی مجموعه فرهنگی تاریخی نیاوران در فروردین ۱۳۸۳ ش. توسط یک گروه متخصص به‌طور کامل شناسایی و ساماندهی گردید.

## نگارخانه

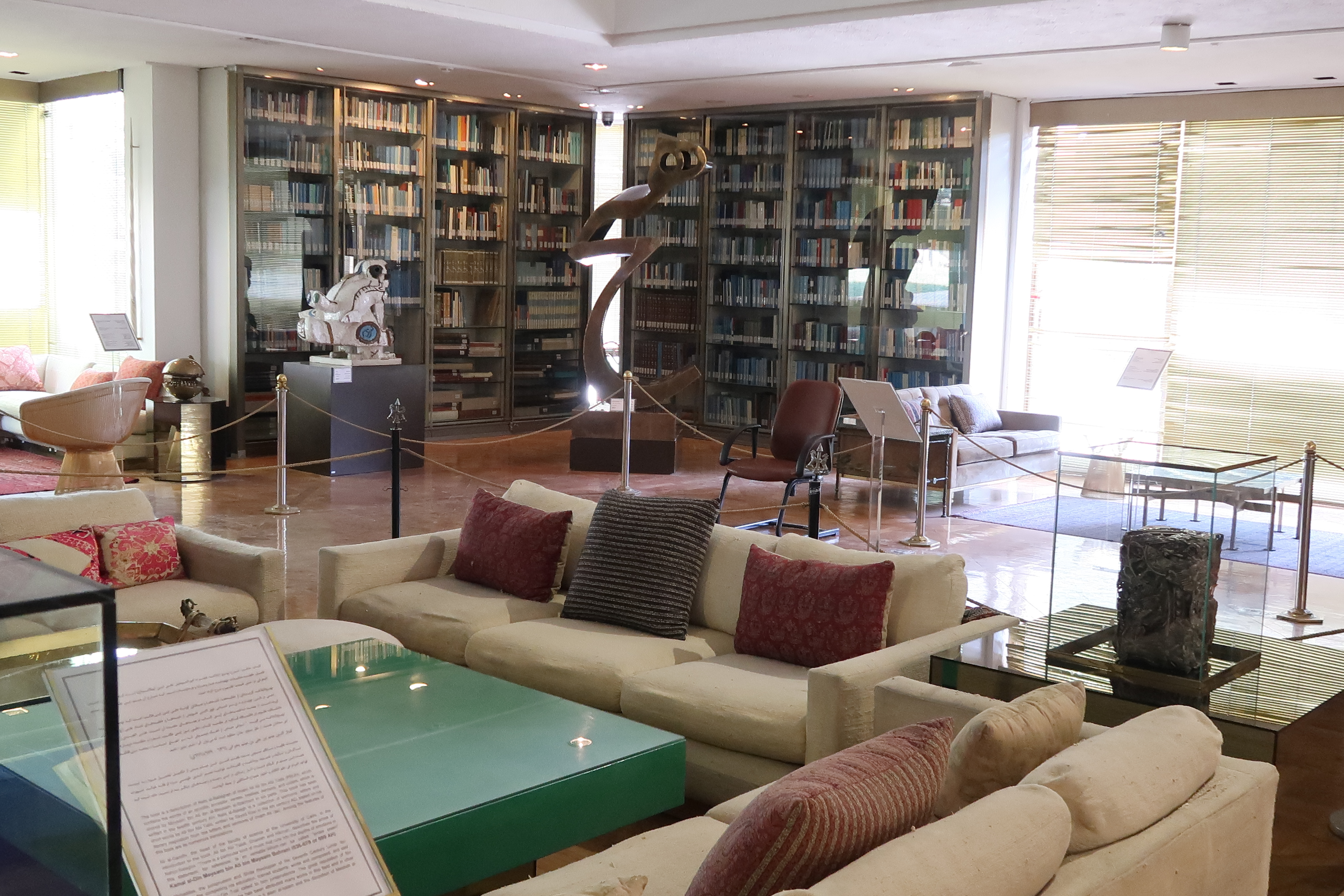
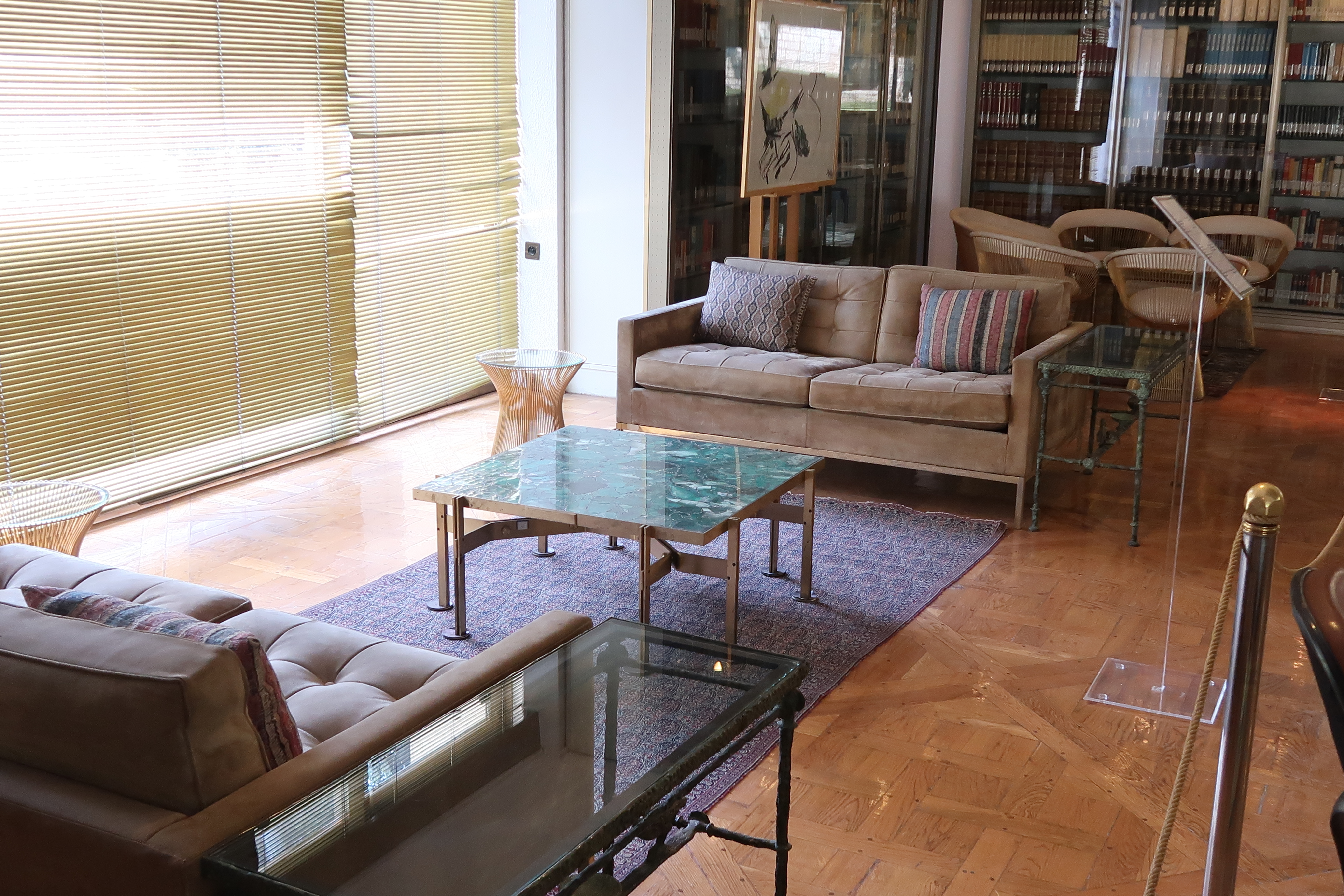
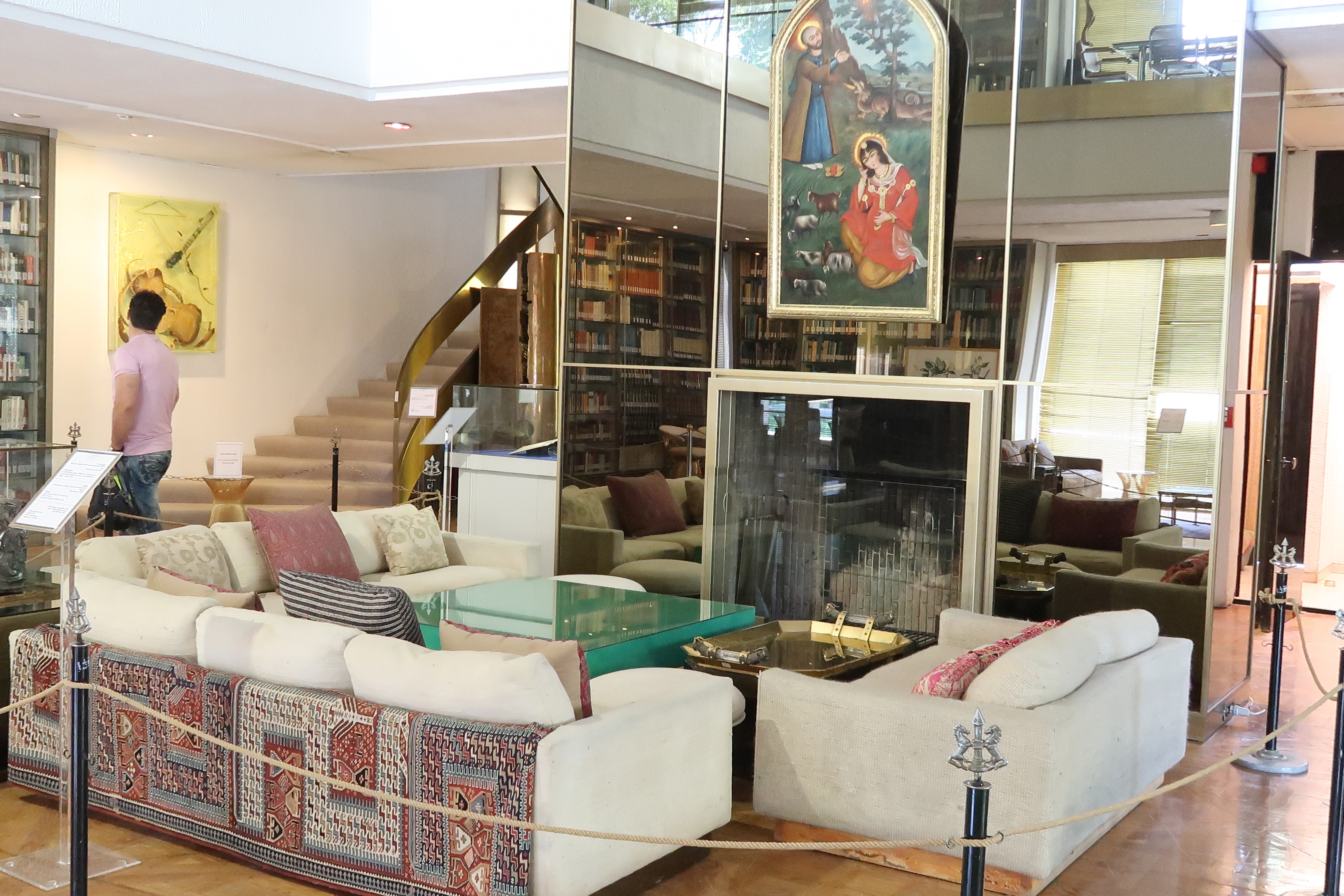
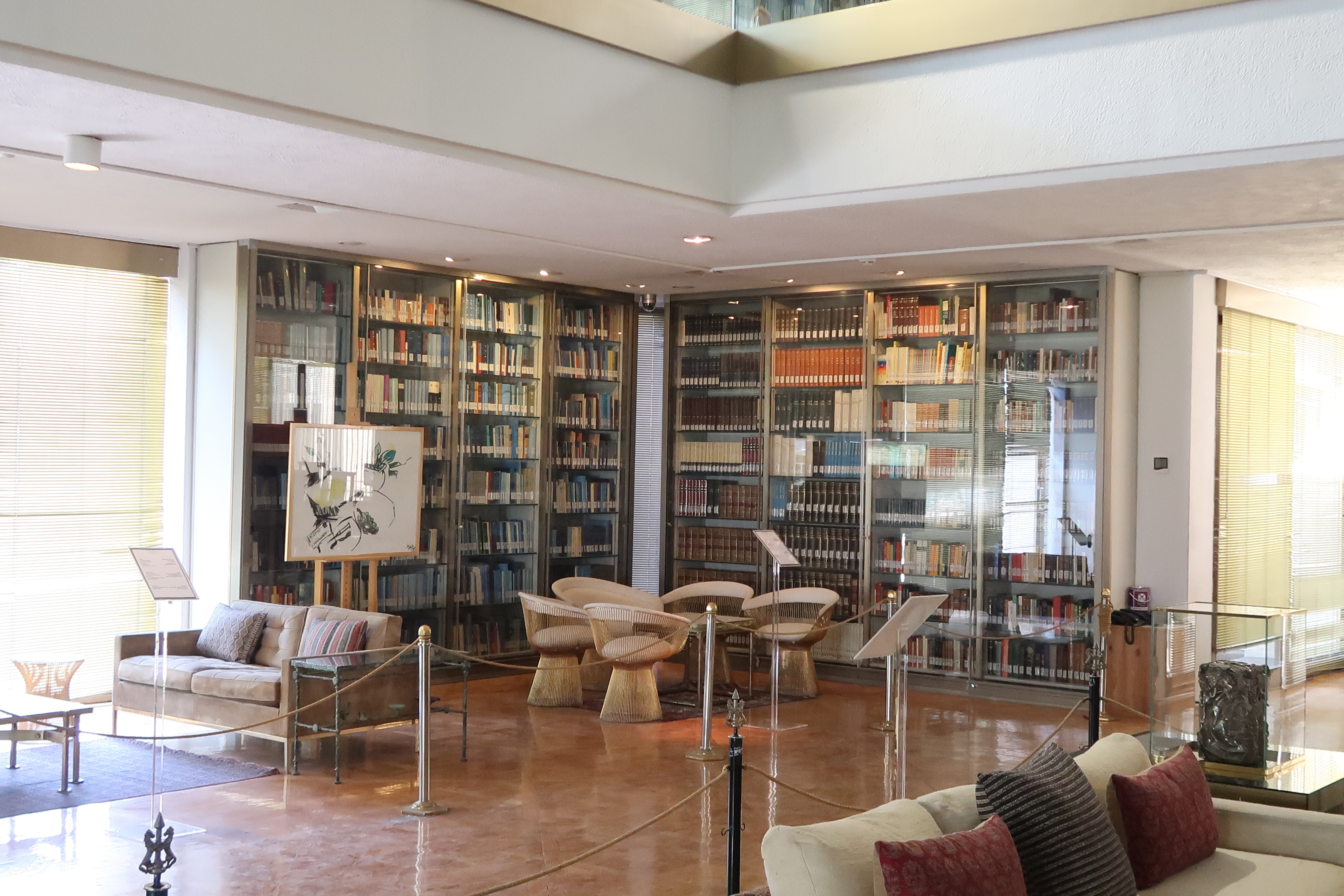
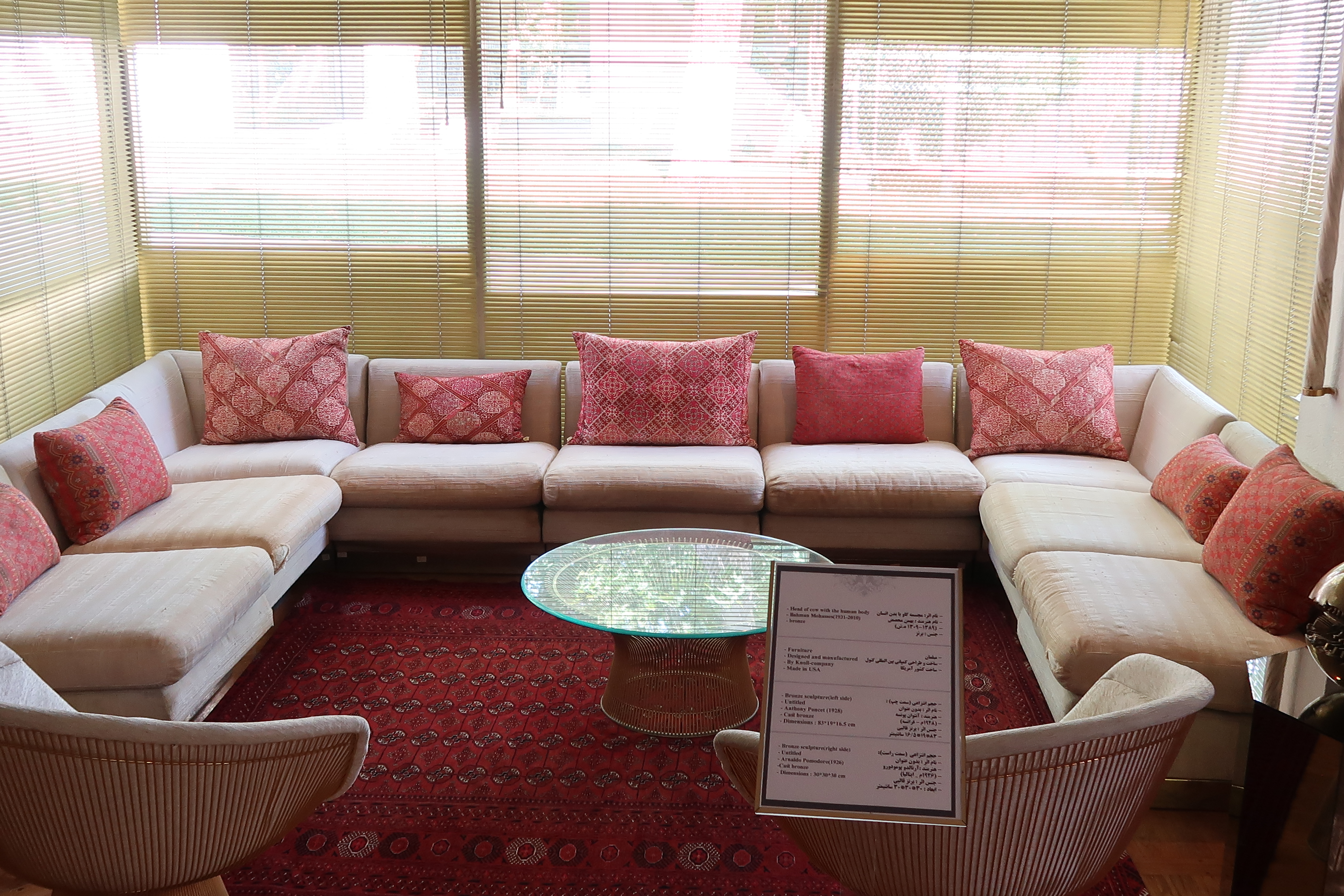
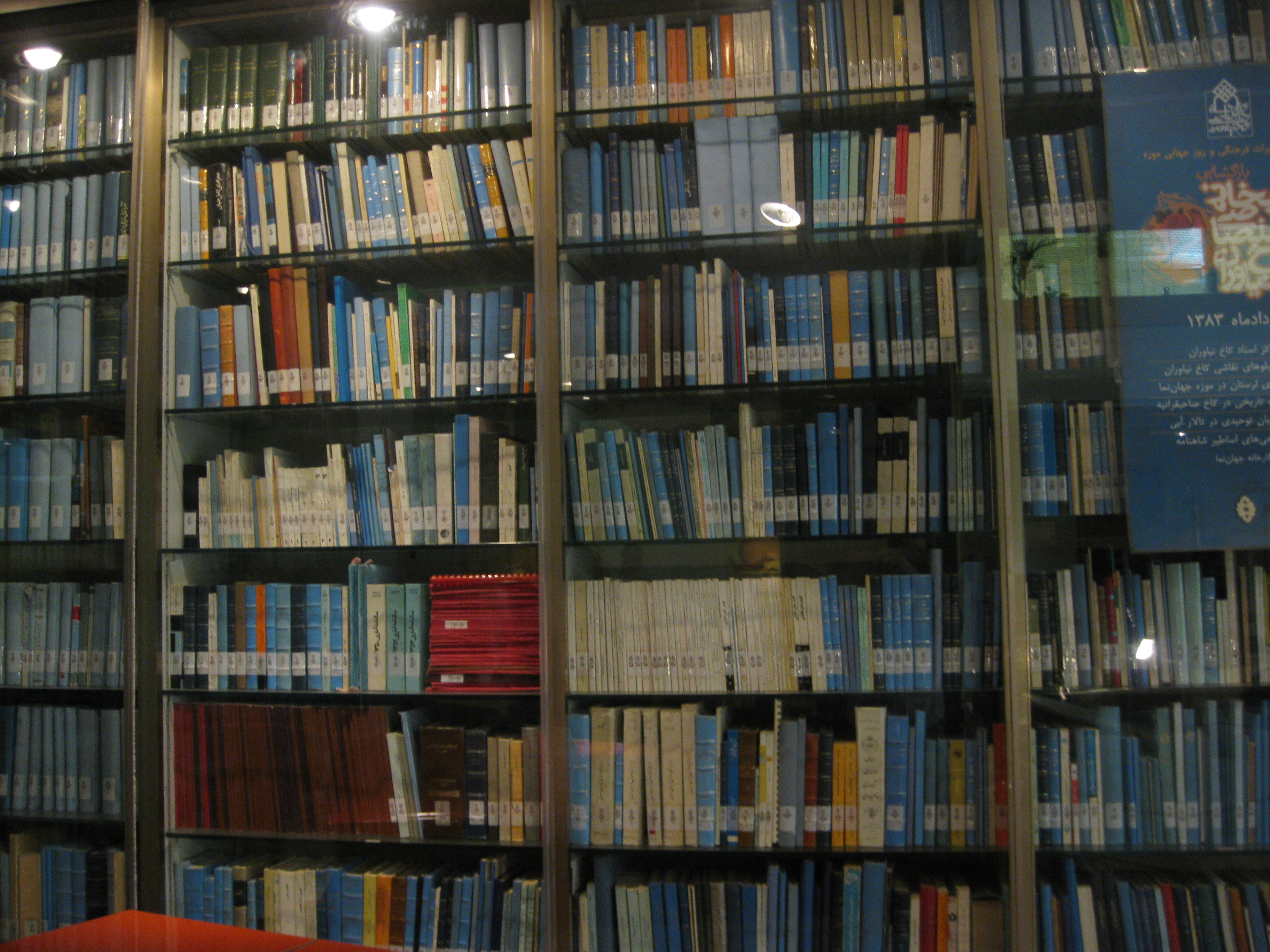
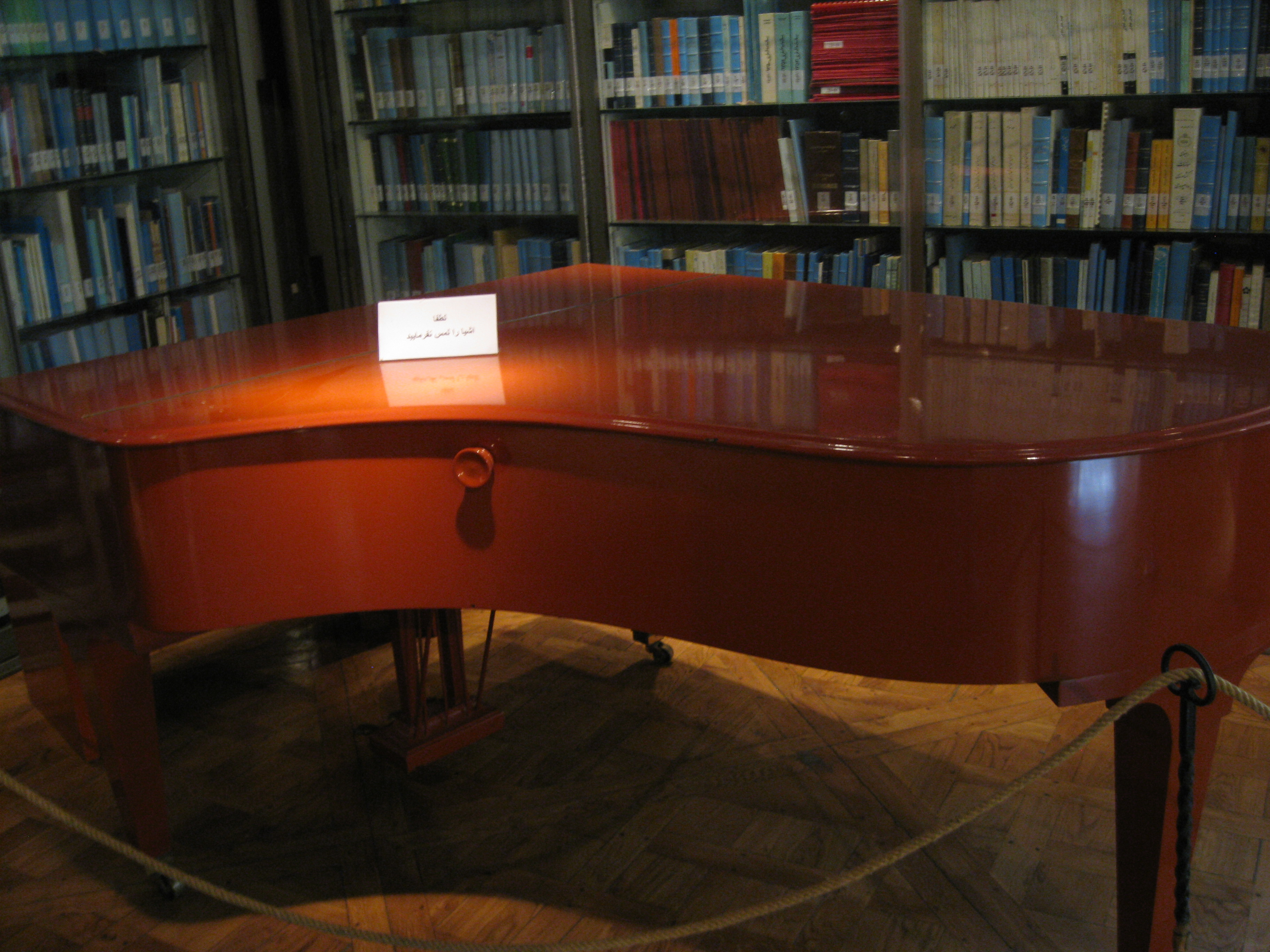
پیانویی در کتابخانه
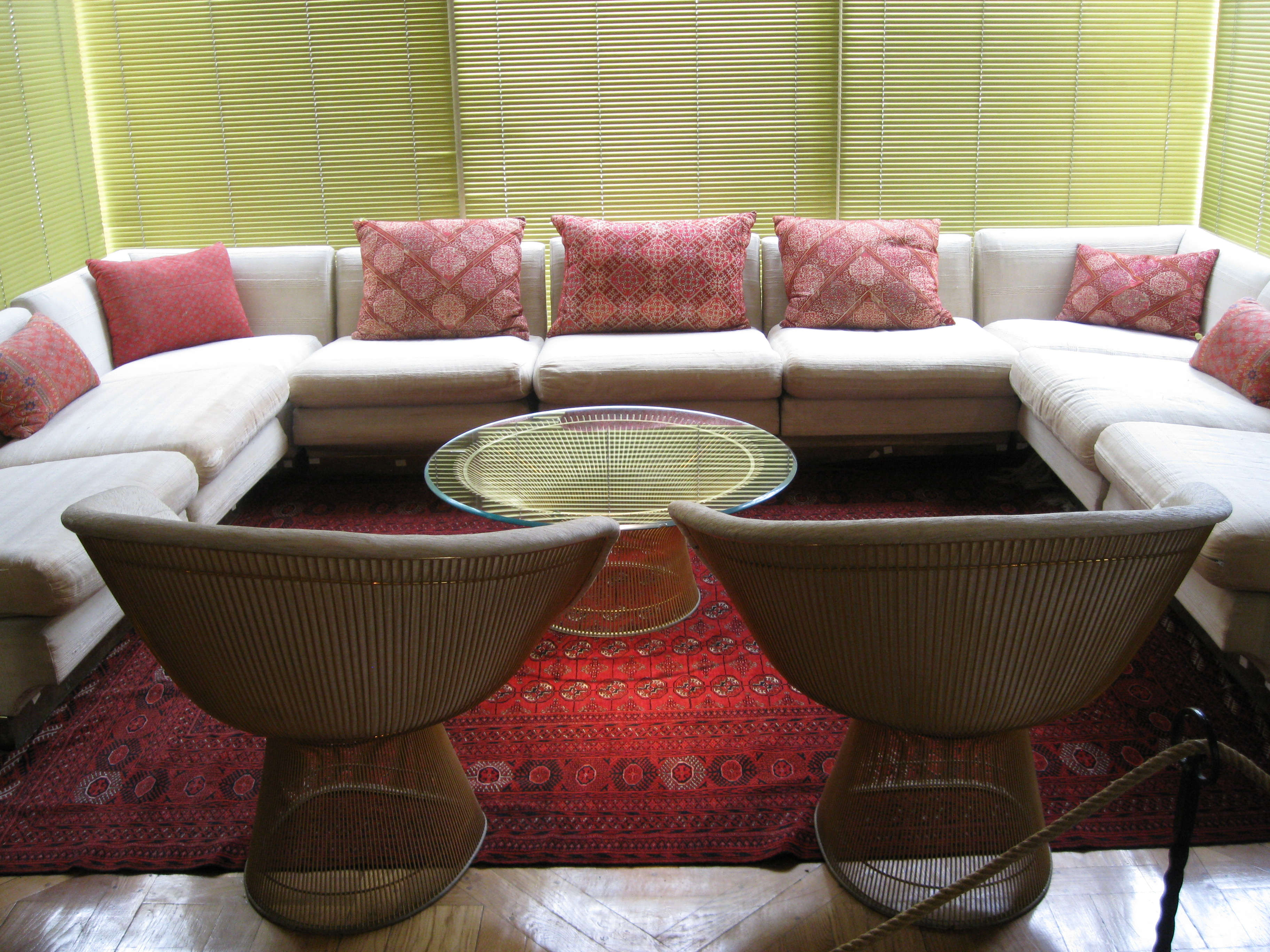
کاناپه راحتی با صندلی‌های حصیری
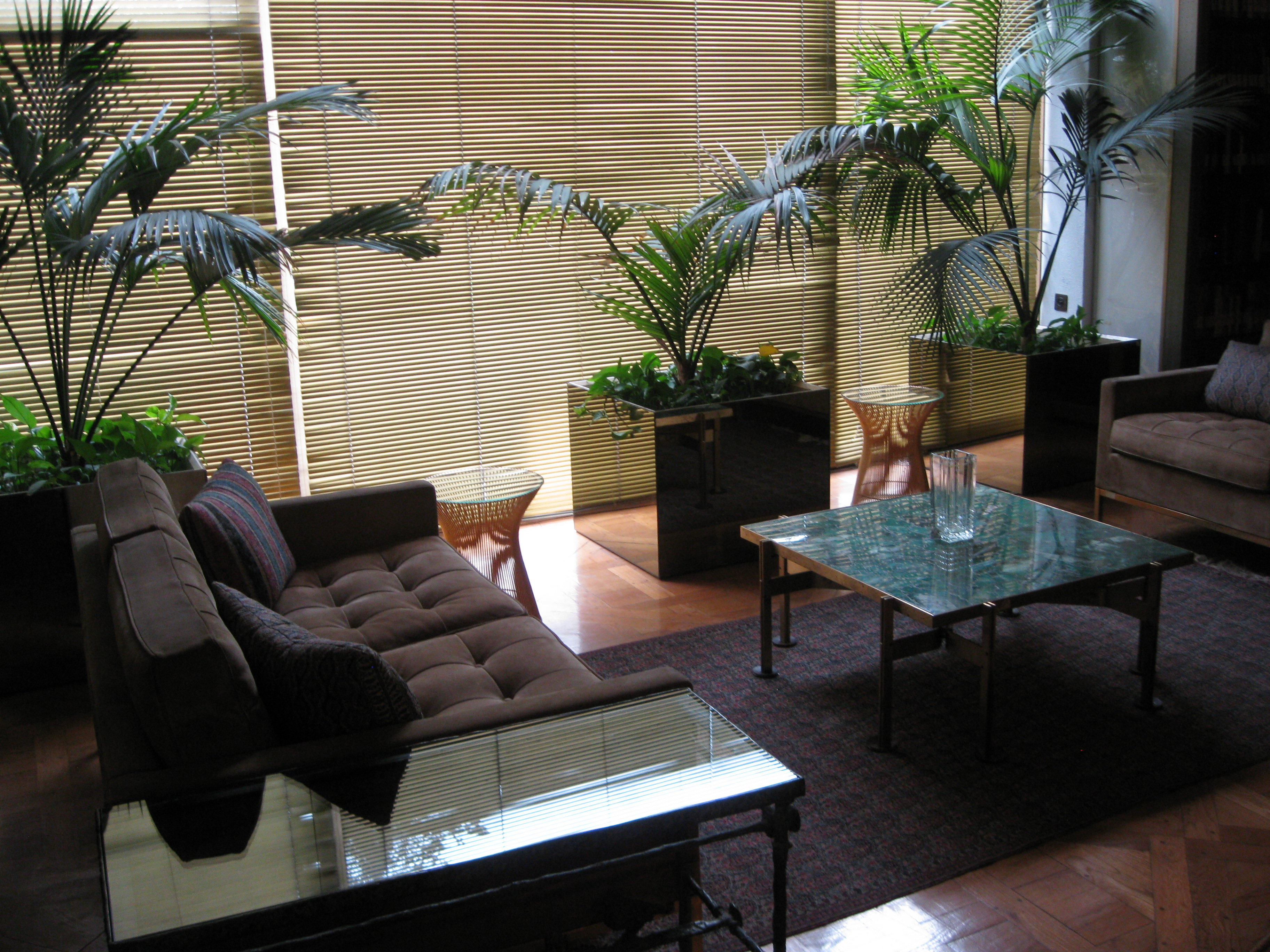
کاناپه، فرش و گلدان‌های آینه‌ایی زیبا
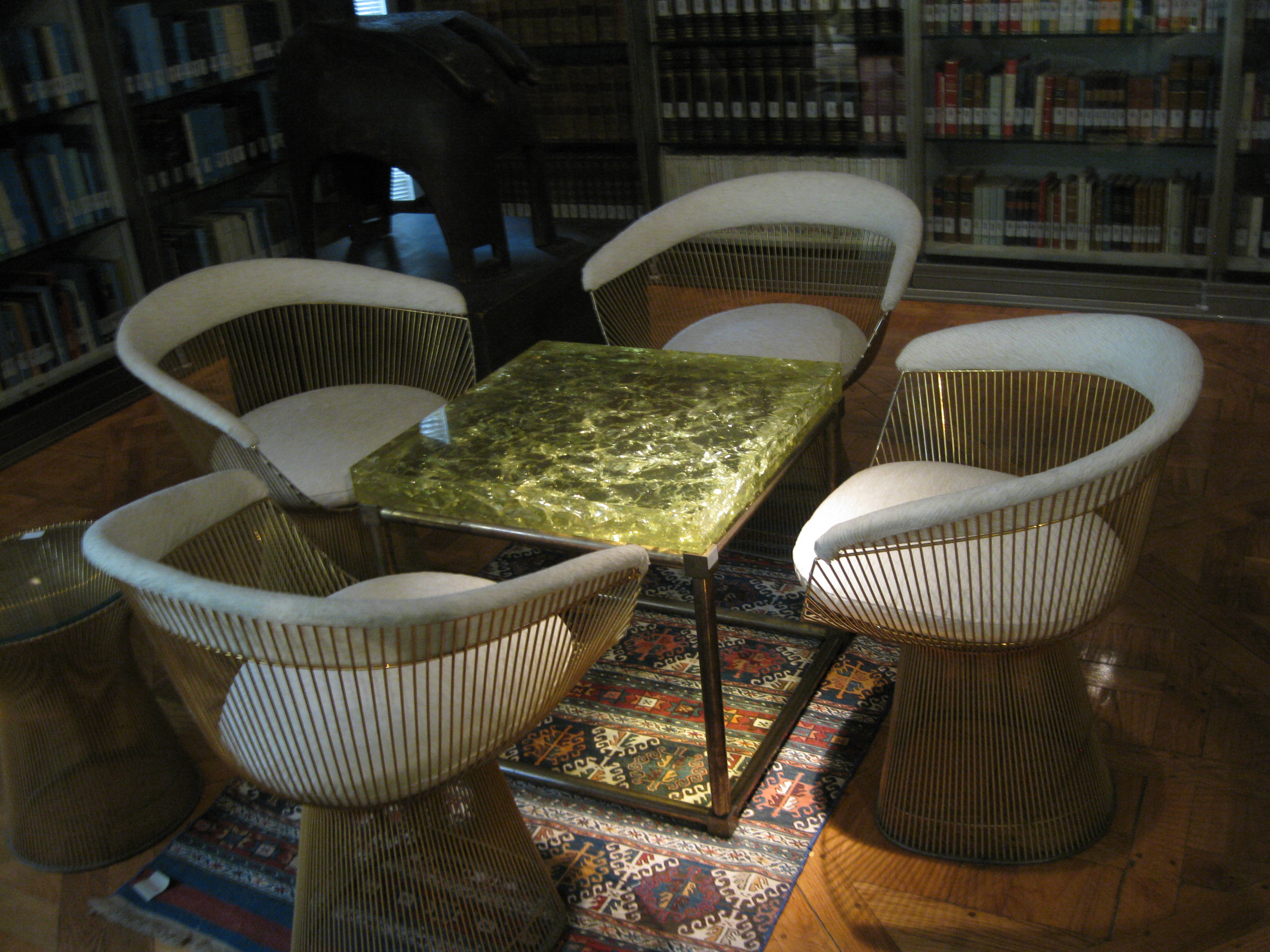
کاناپه با میز شیشه‌ای طرح شکسته
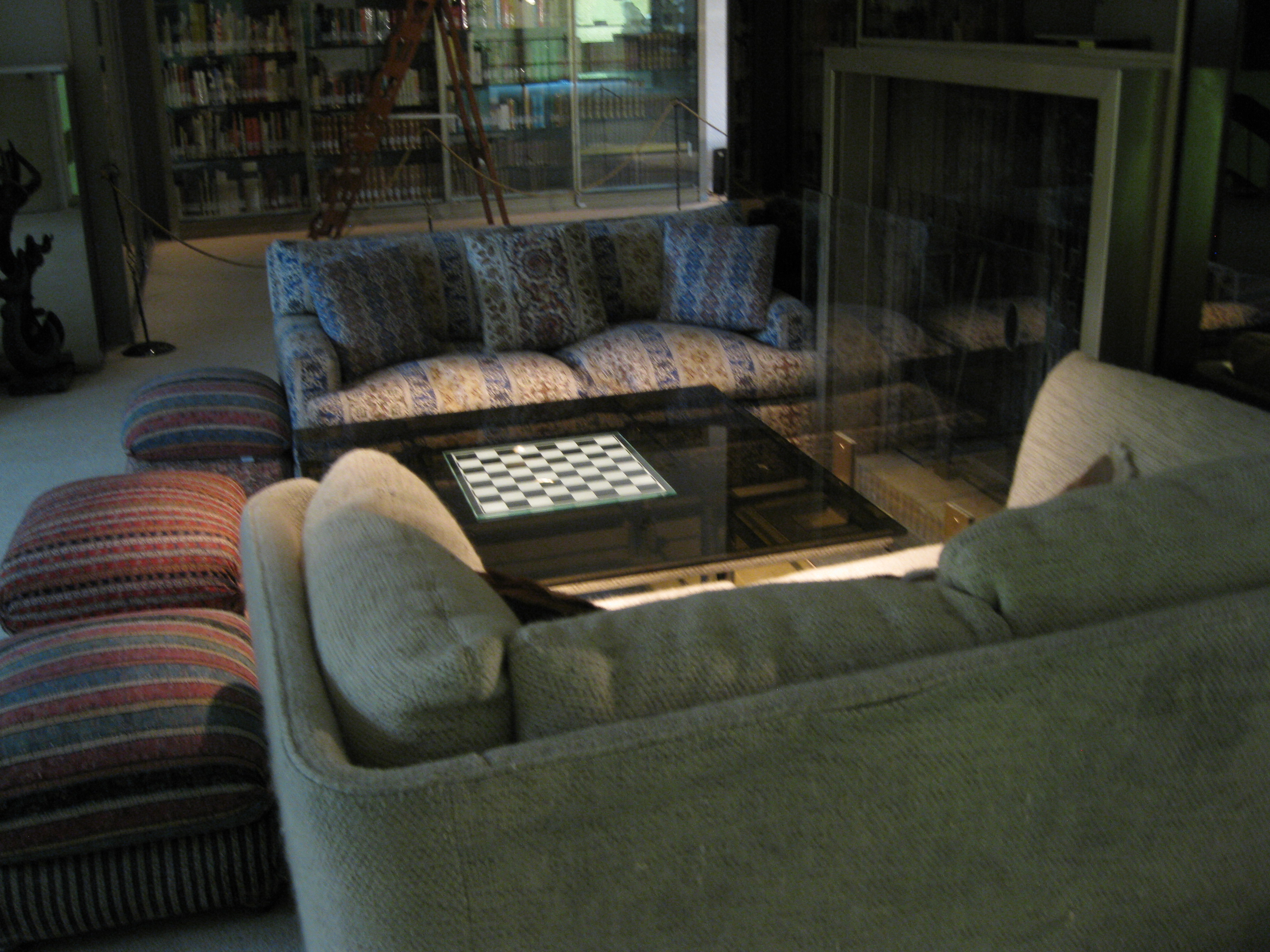
کاناپه با میز شطرنج
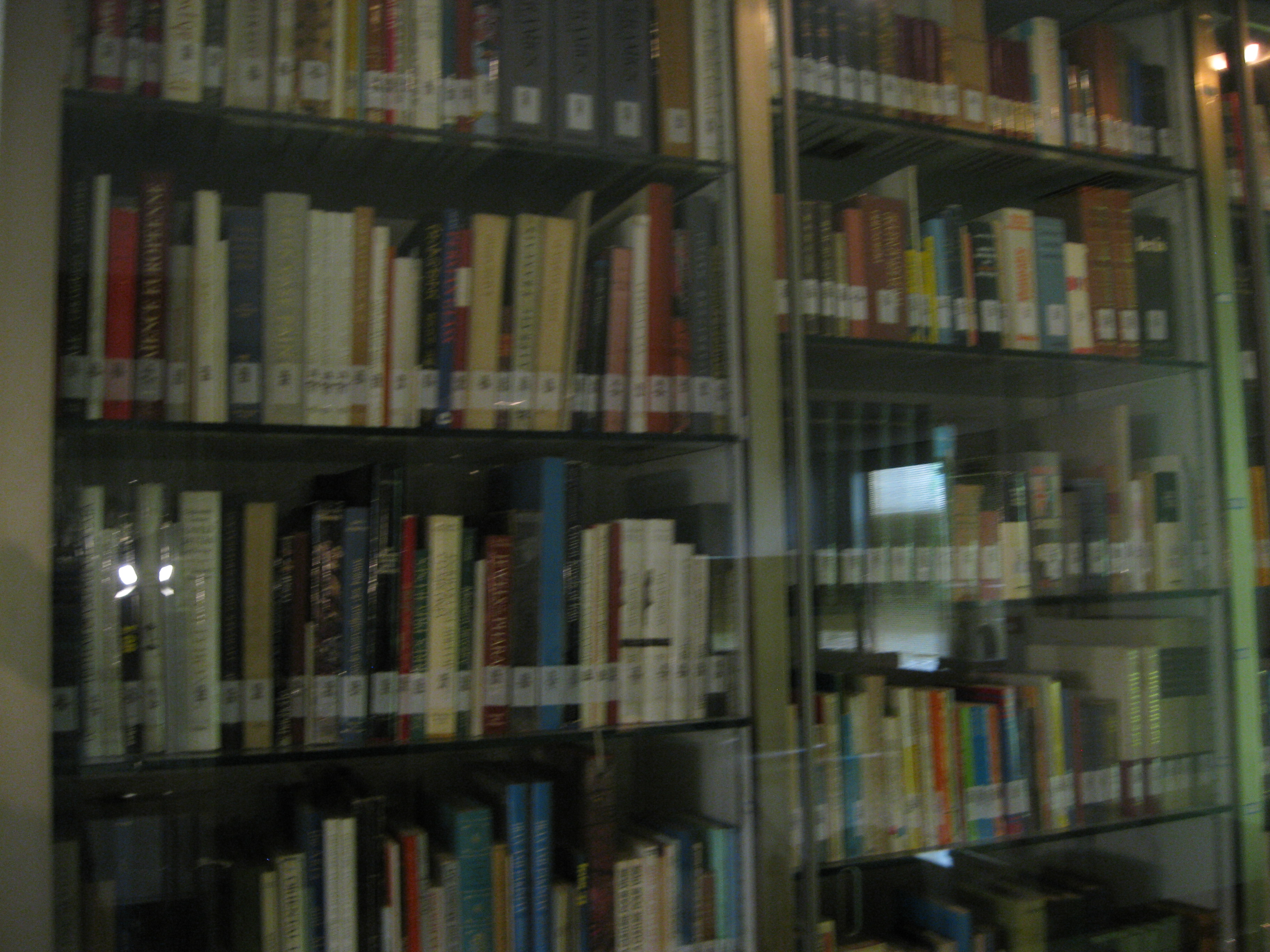
نمایی از کتاب‌های خارجی
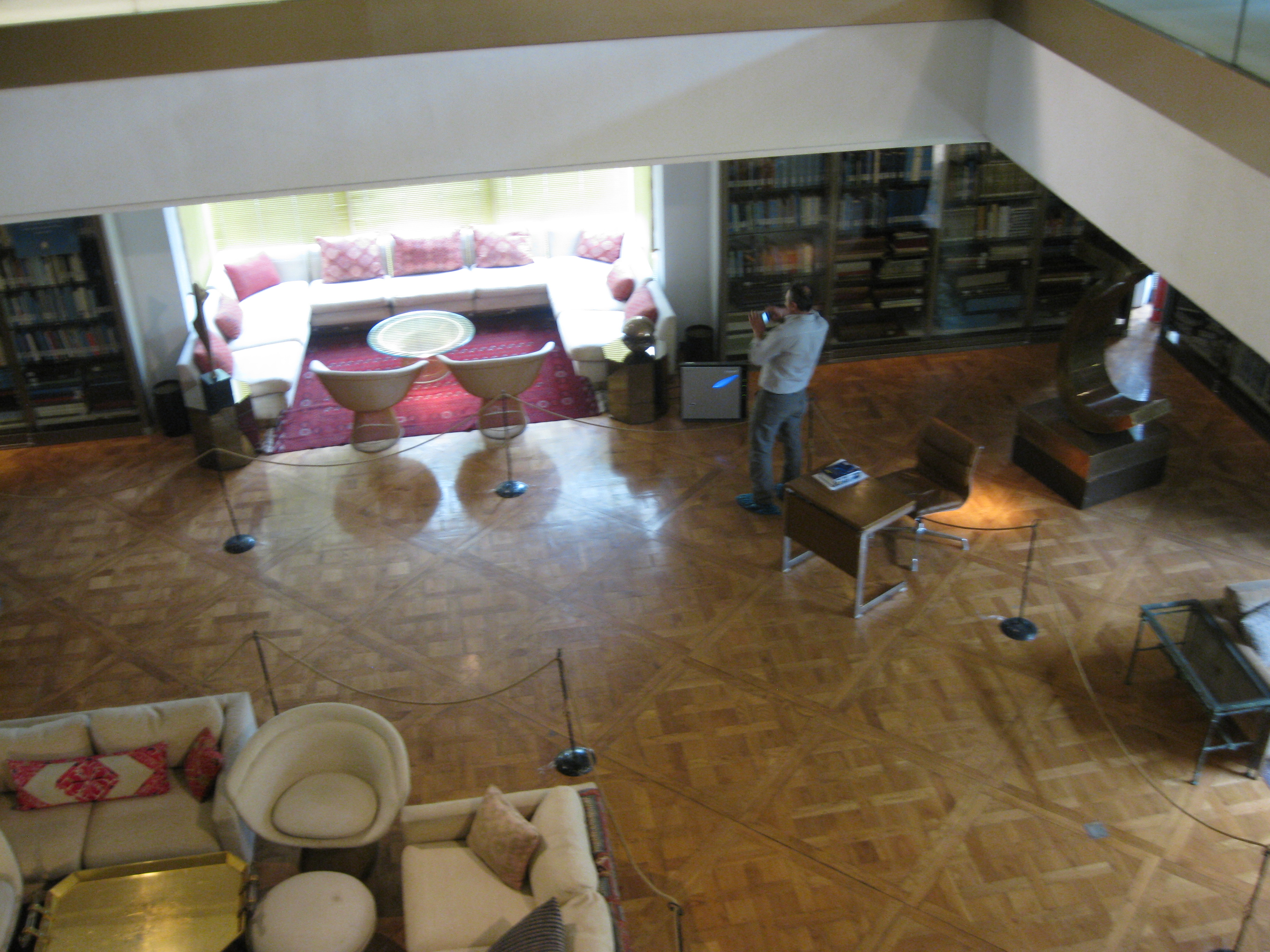
نمایی از طبقه همکف از طبقه بالاتر
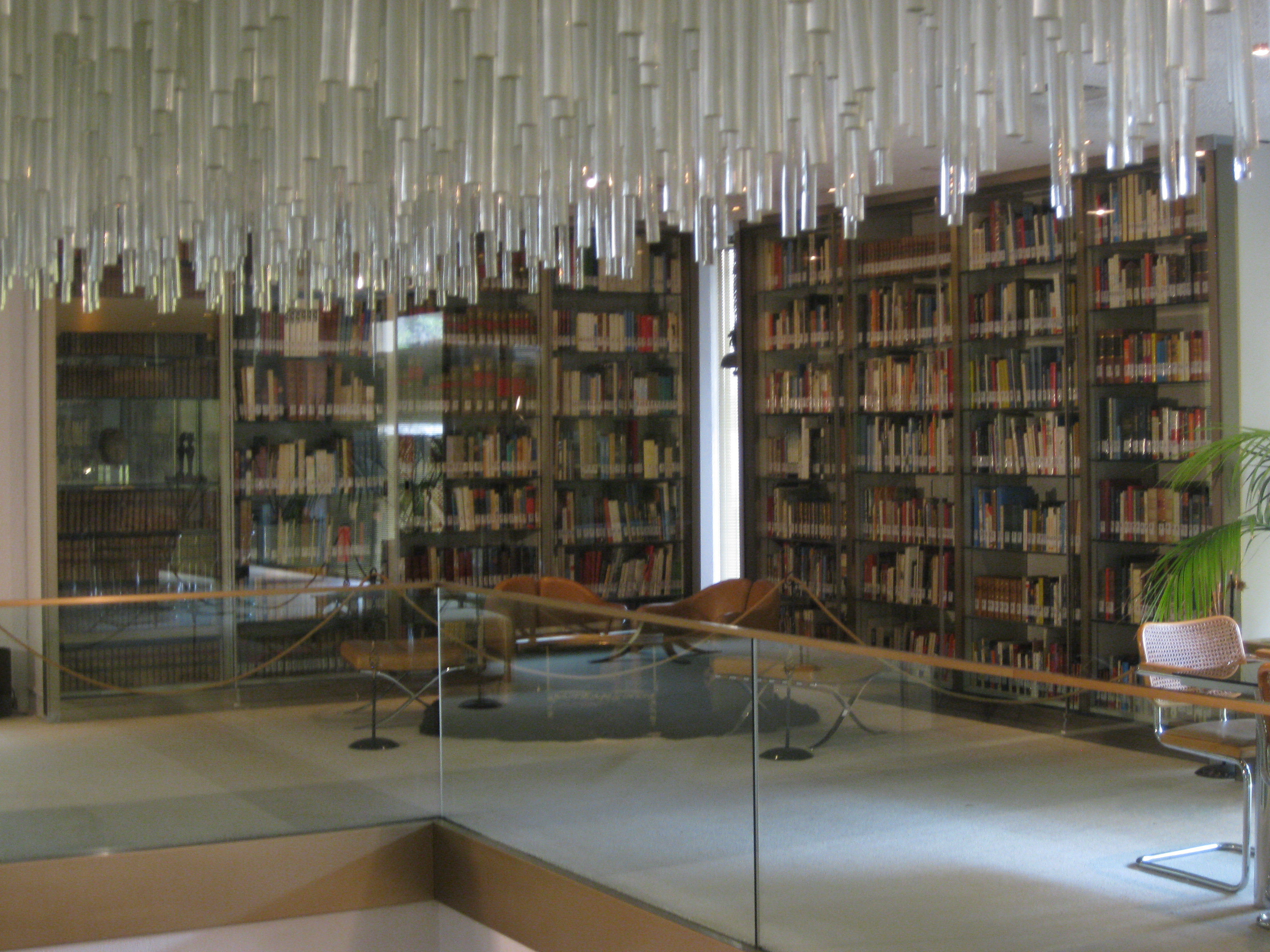
قفسه کتابخانه و سقف با استوانه‌های شیشه‌ای
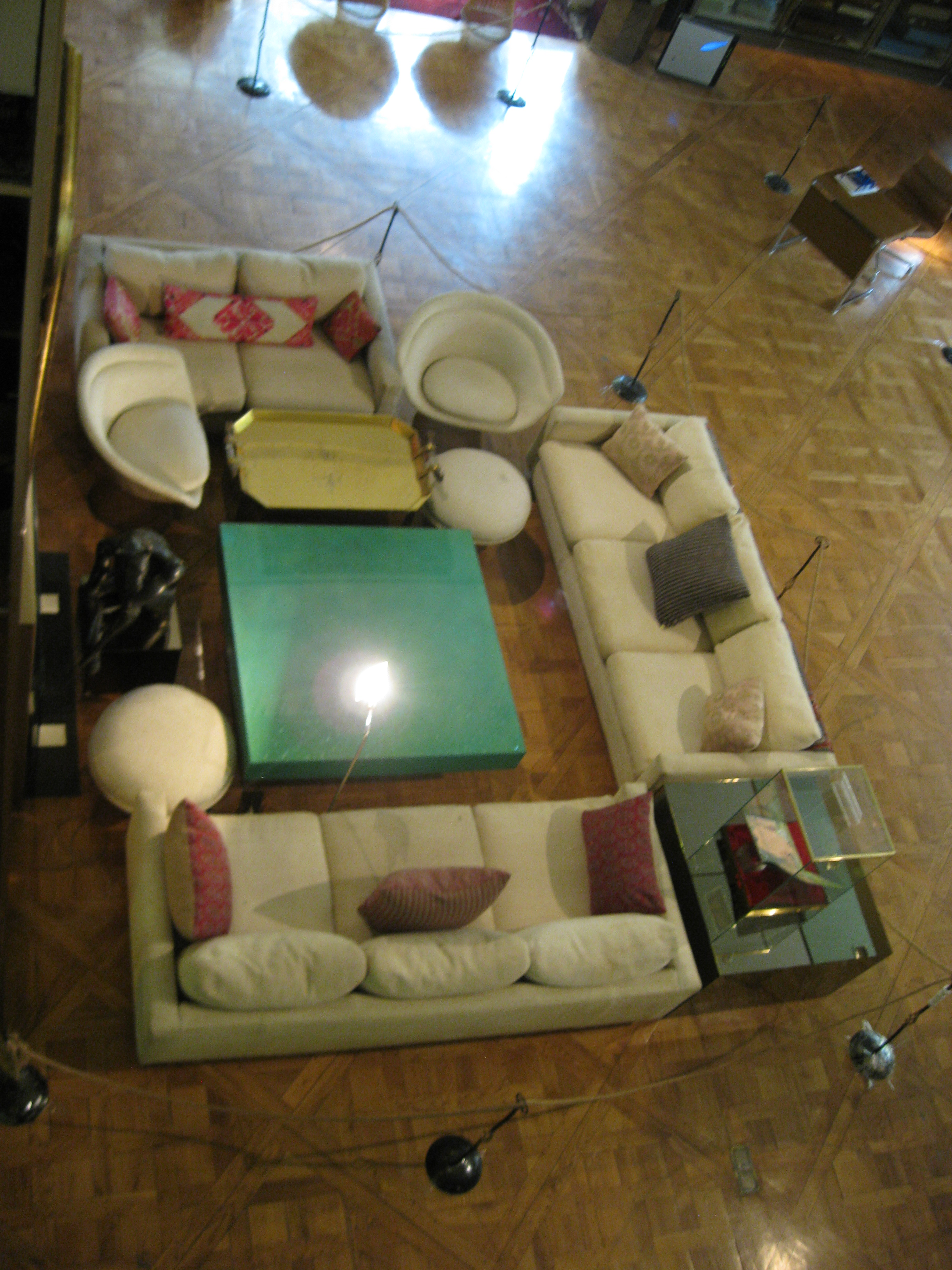
یک کاناپه زیبا
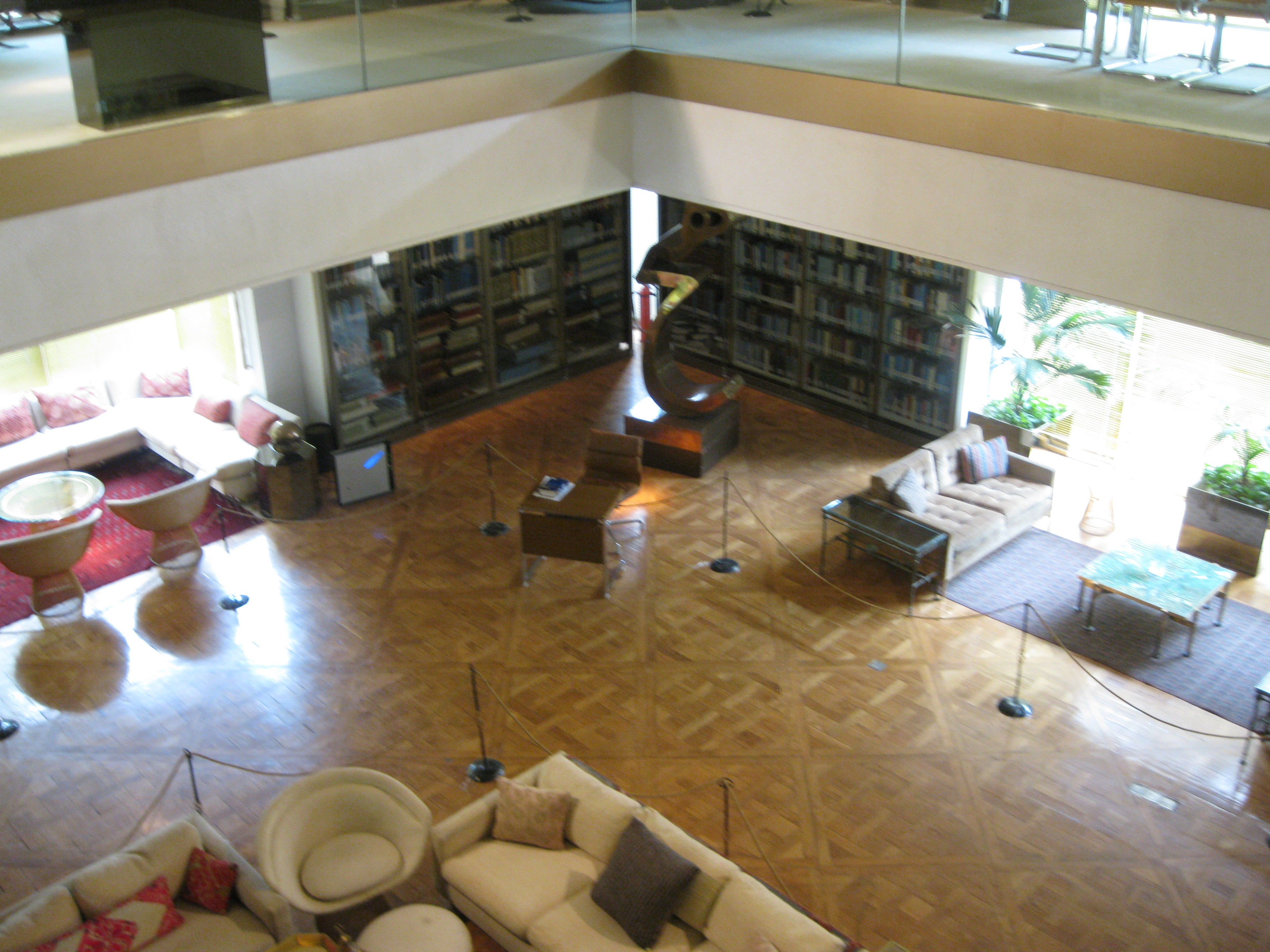
نمای طبقه همکف با واژه سه بعدیِ (هیچ) اثر پرویز تناولی
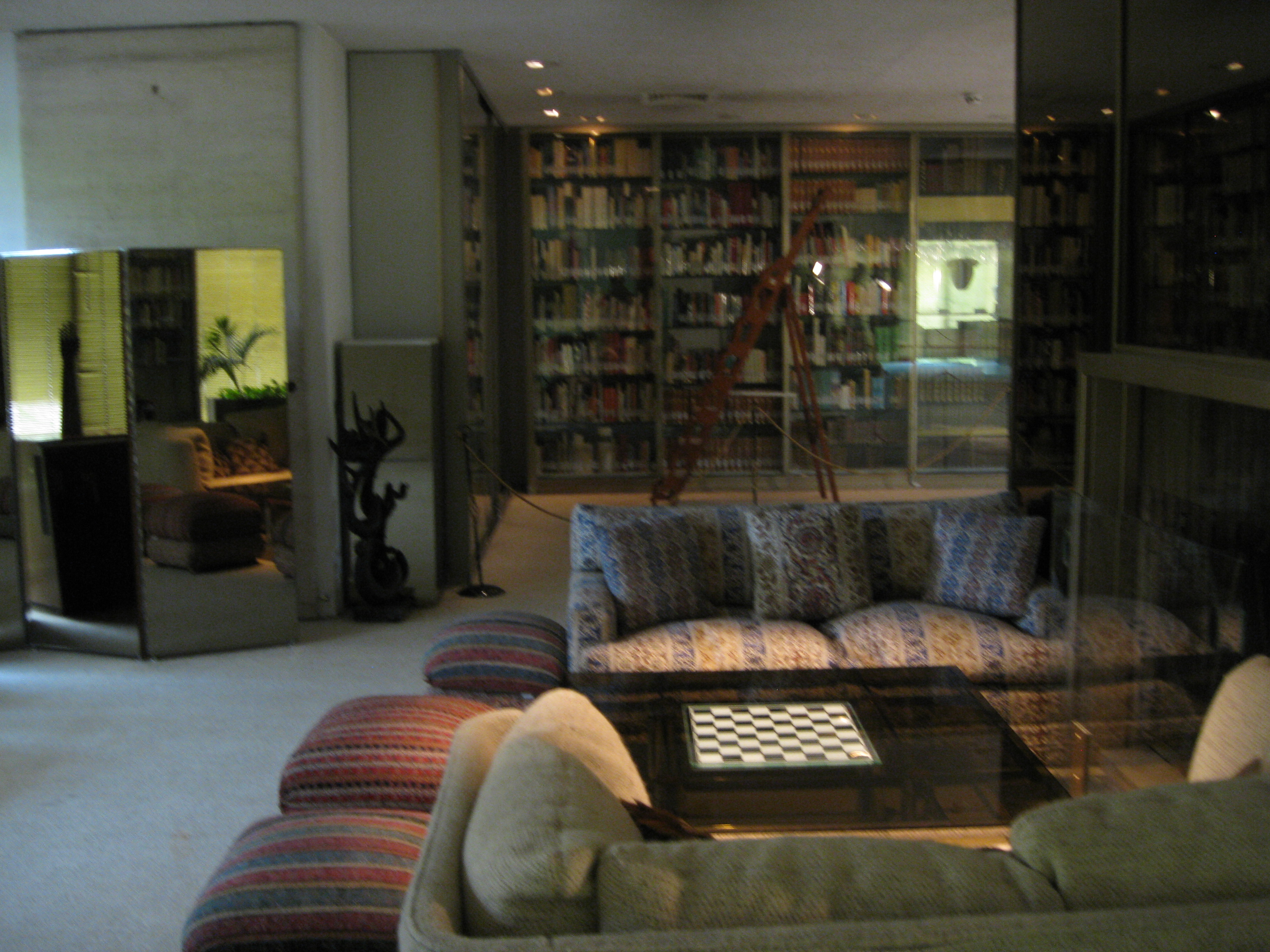
نمایی دیگر از داخل کتابخانه
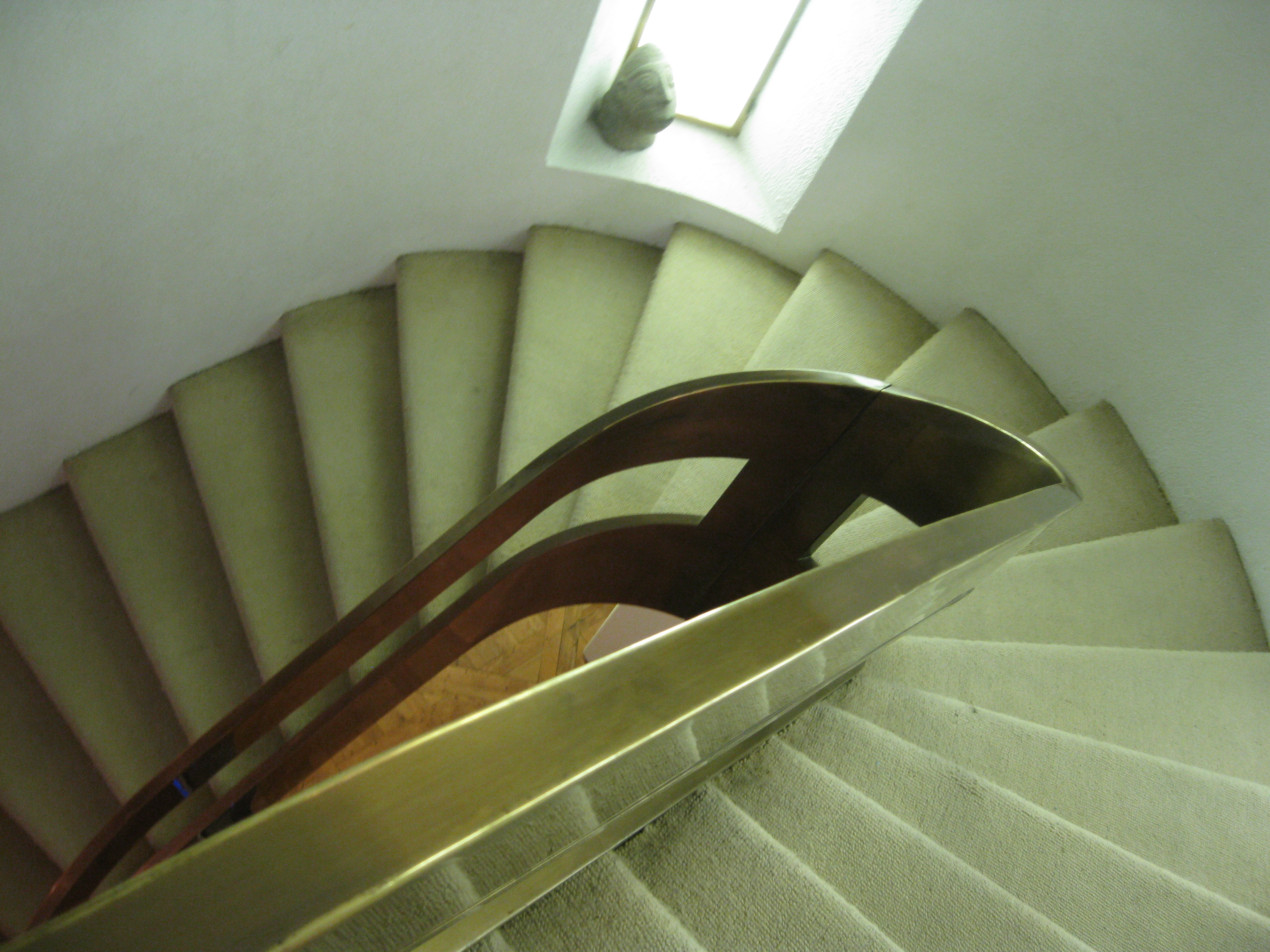
پلکان داخل کتابخانه
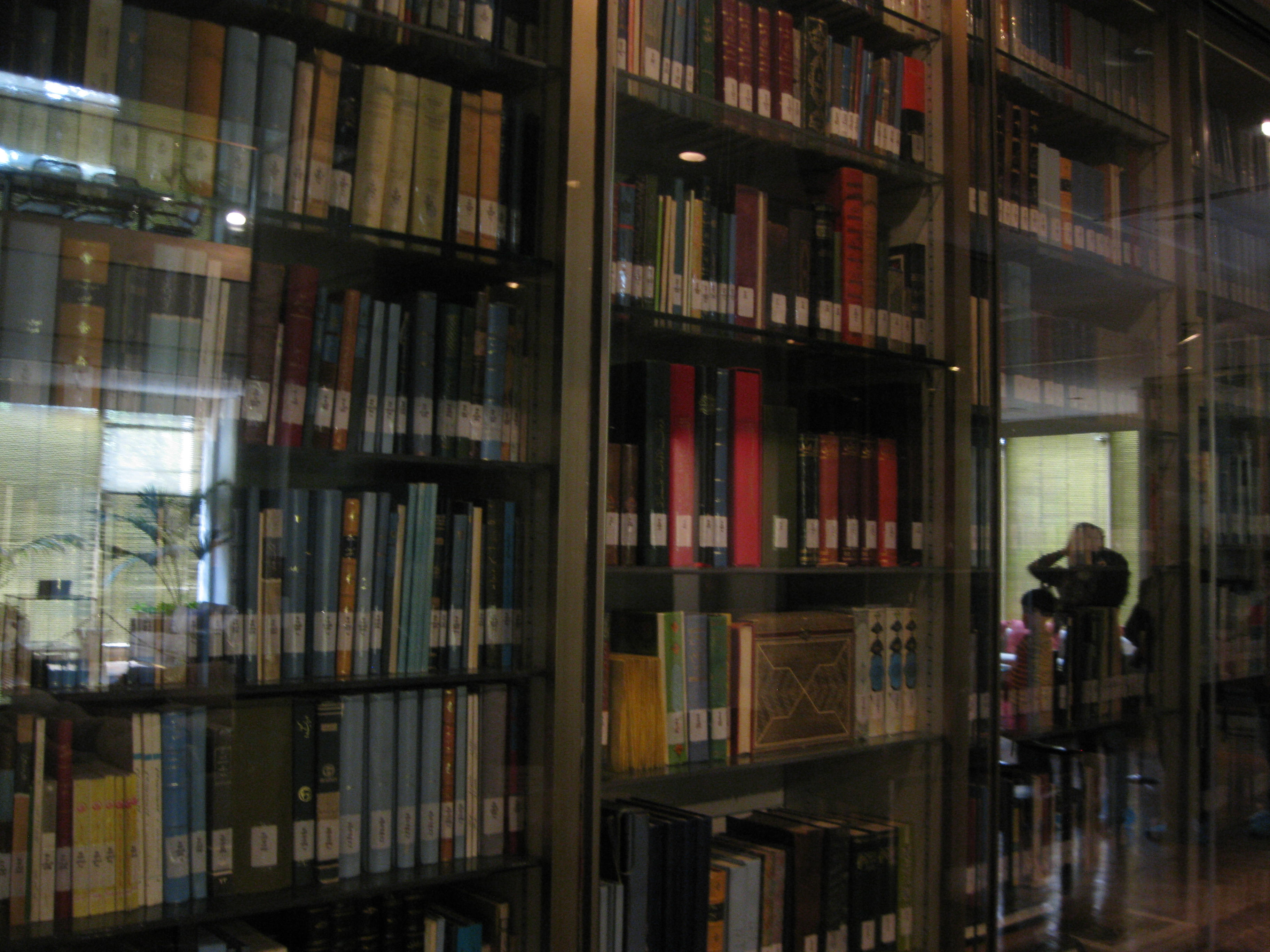
قفسه‌ای دیگر از مجموعه
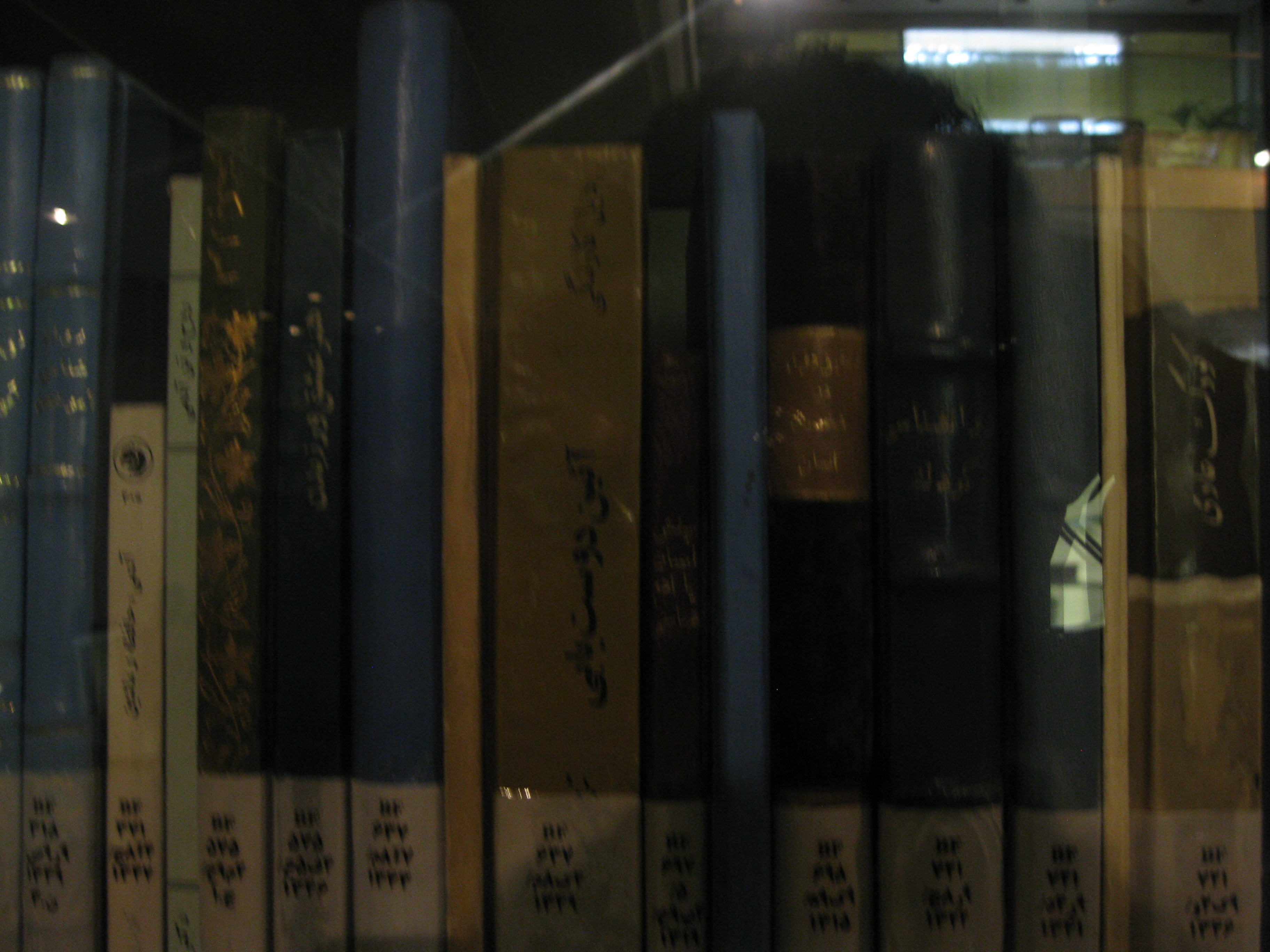
تعدادی از کتاب‌ها و کتاب آیین دوست‌یابی دیل کارنگی